# Корна
Корна (фр. Cornas) насеље је и општина у источној Француској у региону Рона-Алпи, у департману Ардеш која припада префектури Турнон сир Рон.
По подацима из 2011. године у општини је живело 2246 становника, а густина насељености је износила 269,63 становника/km². Општина се простире на површини од 8,33 km². Налази се на средњој надморској висини од метара (максималној 492 m, а минималној 98 m).

## Демографија
| 1962. | 1968. | 1975. | 1982. | 1990. | 1999. | 2011. |
| ----- | ----- | ----- | ----- | ----- | ----- | ----- |
| 643   | 717   | 1.007 | 1.563 | 2.102 | 2.082 | 2.246 |

График промене броја становника у току последњих година